# Derrick Burgess
Pour les articles homonymes, voir Burgess.
(en) Statistiques sur pro-football-reference
Derrick Burgess (né le 12 août 1978 à Lake City (Caroline du Sud) est un joueur américain de football américain qui évolue au poste de defensive end (ailier défensif, DE).

## Biographie
Il fut repêché au 63e rang lors du 3e tour par les Eagles de Philadelphie en 2001.
Il passe trois saisons avec les Eagles; connaît du succès à sa campagne comme recrue avec 6 sacks, mais ne joue que 9 matchs au cours des trois saisons suivantes en raison de blessures au pied et au tendon d'Achille. Il brille lors de la finale de l'association nationale en 2004 contre les Falcons d'Atlanta et le quarterback Michael Vick. Burgess réussit 2 sacks en plus de le presser à plusieurs reprises. Sa performance aide les Eagles à gagner et atteindre le Super Bowl où il réussit le seul sack de l'équipe dans la défaite. Il signe un contrat de joueur autonome avec les Raiders d'Oakland la saison suivante.
Il fut signé originellement comme réserviste, mais s'impose rapidement comme partant en reprenant là où il avait laissé dans les éliminatoires de 2004-2005.
En deux saisons avec les Raiders, il totalise 27 sacks en 32 matchs. Il mena la NFL à ce chapitre en 2005 avec 16 sacks et mérita deux invitations au Pro-Bowl.